# 茅草坪站
茅草坪站位于中华人民共和国贵州省六盘水市水城區营盘苗族彝族白族乡，是水红铁路上的一個火车站，建于2002年，由中国铁路昆明局集团管辖。该站位于北盘江展线的第二层，下层为著名的北盘江大桥。

## 业务办理
客运办理旅客乘降，行李，包裹托运业务。货运办理整车，零担，集装箱货运发到，以及整车货物承运前保管。